# Seznam osebnih imen na W
Seznam osebnih imen, ki se pričnejo s črko W.

## Seznam

### Wa
- Waldemar
- Walter

### We
- Werner

### Wi
- Wilhelm
- Will
- William
- Willow
- Winston

### Wo
- Woodrow